# Daszewo
Daszewo [daˈʂɛvɔ] (tiếng Đức: Dassow) là một ngôi làng ở Ba Lan. Nó nằm ở quận Białogard, West Pomeranian Voivodeship ở tây bắc Ba Lan.
Daszewo là chủ đề của bộ phim tài liệu "Đức-Polnische Annäherungen in Daszewo" ("Hòa giải Đức-Ba Lan ở Daszewo"). Bộ phim so sánh những ký ức cuộc sống của cư dân Đức và Ba Lan từ Daszewo với hy vọng hợp tác Đức-Ba Lan tốt hơn. Có một phiên bản tiếng Đức và tiếng Ba Lan của bộ phim.

## Địa lý
Daszewo là khoảng 200 dặm (320 km) từ Dassow, Đức.

### Thành phố lân cận
Theo chiều kim đồng hồ, bắt đầu ở phía bắc, các thành phố và đô thị sau đây giáp với Daszewo: Skoczow, Mierzyn, Mierzynek, Ubyslawice, Swiemino, Karlinko, Krzywoploty, Redlino, Karlino, Lulewice,